# Drantum (Melle)
Drantum ist ein Ortsteil der Stadt Melle im Landkreis Osnabrück in Niedersachsen. Der Ort bildete bis 1970 eine Gemeinde im damaligen Landkreis Melle. Drantum gehört heute zum Meller Stadtteil Melle-Mitte.

## Geographie
Der Ortsteil Drantum erstreckt sich nördlich der Meller Kernstadt und reicht im Norden bis zur Else. Dicht besiedelt ist das Gebiet östlich der Meller Westumgehung, die dortige Bebauung entstand mit der Westausdehnung der Meller Kernstadt. Der Strothbach fließt durch Drantum, bevor er in die Else mündet.

## Geschichte
Die Bauerschaft Drantum gehörte bis zu den Napoleonischen Kriegen zum Amt Grönenberg des Hochstifts Osnabrück. Von 1807 bis 1810 gehörte Drantum zum Kanton Melle des napoleonischen Satellitenstaats Königreich Westphalen. Von 1811 bis 1813 gehörte der Ort unmittelbar zu Frankreich und dort zur Mairie Melle im Arrondissement Osnabrück des Departements der Oberen Ems. 1814 kam Drantum zum Königreich Hannover und bildete dort eine Gemeinde im Amt Grönenberg. 1867 fiel Drantum mit dem gesamten Königreich Hannover an Preußen und seit 1885 gehörte die Gemeinde zum Landkreis Melle. Innerhalb des Landkreises Melle gehörte die Gemeinde zur Samtgemeinde Melle. Nachdem sich die Bebauung der Stadt Melle seit dem 19. Jahrhundert auf das Gebiet von Drantum ausgedehnt hatte, trat die Gemeinde Drantum 1929 Gebietsteile an die Stadt Melle ab.
Am 1. Januar 1970 wurde Drantum in der ersten Phase der Gebietsreform in Niedersachsen in die Stadt Melle eingegliedert.

## Einwohnerentwicklung
| Jahr | Einwohner | Quelle |
| ---- | --------- | ------ |
| 1845 | 252       | [ 3 ]  |
| 1871 | 277       | [ 4 ]  |
| 1910 | 343       | [ 5 ]  |
| 1939 | 350       | [ 6 ]  |
| 1950 | 559       | [ 7 ]  |
| 1961 | 491       | [ 7 ]  |

## Baudenkmale
In Drantum sind mehrere Bauwerke denkmalgeschützt:
- Mehrere Gebäude des Hofs Meyer zu Westram an der Allendorfer Straße 15
- Mehrere Gebäude des Hofs Lindemann an der Allendorfer Straße 16

## Wirtschaft
Der Sitz und das Hauptwerk der Firma Solarlux befinden sich in Drantum.

## Verkehr
In Drantum befindet sich die Anschlussstelle Melle-West der Bundesautobahn 30.